# Gundersleben
Gundersleben ist ein Ortsteil der Stadt Ebeleben im südwestlichen Teil des thüringischen Kyffhäuserkreises.

## Geografie
Der Ort Gundersleben befindet sich im südwestlichen Teil des Landkreises, etwa zehn Kilometer (Luftlinie) südwestlich der Kreisstadt Sondershausen und zwei Kilometer östlich von der Kernstadt Ebeleben. Durch den Ort verläuft die Bundesstraße 249.
Als höchste Erhebung gilt der Gänseberg  (300,6 m ü. NN), erwähnenswert sind auch der Kleine Weinberg (299,7 m ü. NN)  und der Körnersberg  (290,6 m ü. NN).

## Geschichte
Gundersleben wurde bereits in einer Urkunde von Ludwig dem Frommen als Gundersleba genannt. Darin überweiste er den Zehnt von 160 Thüringer Dörfern an das Stift Fulda. Eine weitere urkundliche Erwähnung erfolgte am 19. Februar 1046 in einer in Wallhausen ausgestellten Urkunde des Königs Heinrich III., in der er die Schenkung verschiedener Güter des Markgrafen Ekkehard II. von Meißen, darunter auch Gundereslebo, an die Abtei Gernrode bestätigt, deren Besitz noch im 13. Jahrhundert nachweisbar ist.
Im Jahr 1250 war Albrecht von Gundersleben einer der Räte des Landgrafen Heinrichs III.
Bis 1574 hatte Gundersleben einen eigenen Pfarrer und wurde danach Filialgemeinde von Rockstedt.
Ab dem Jahr 1584 gehörte der Ort für längere Zeit zum Amt Straußberg, bis 1836 zum Amt Schernberg.

## Kultur und Sehenswürdigkeiten

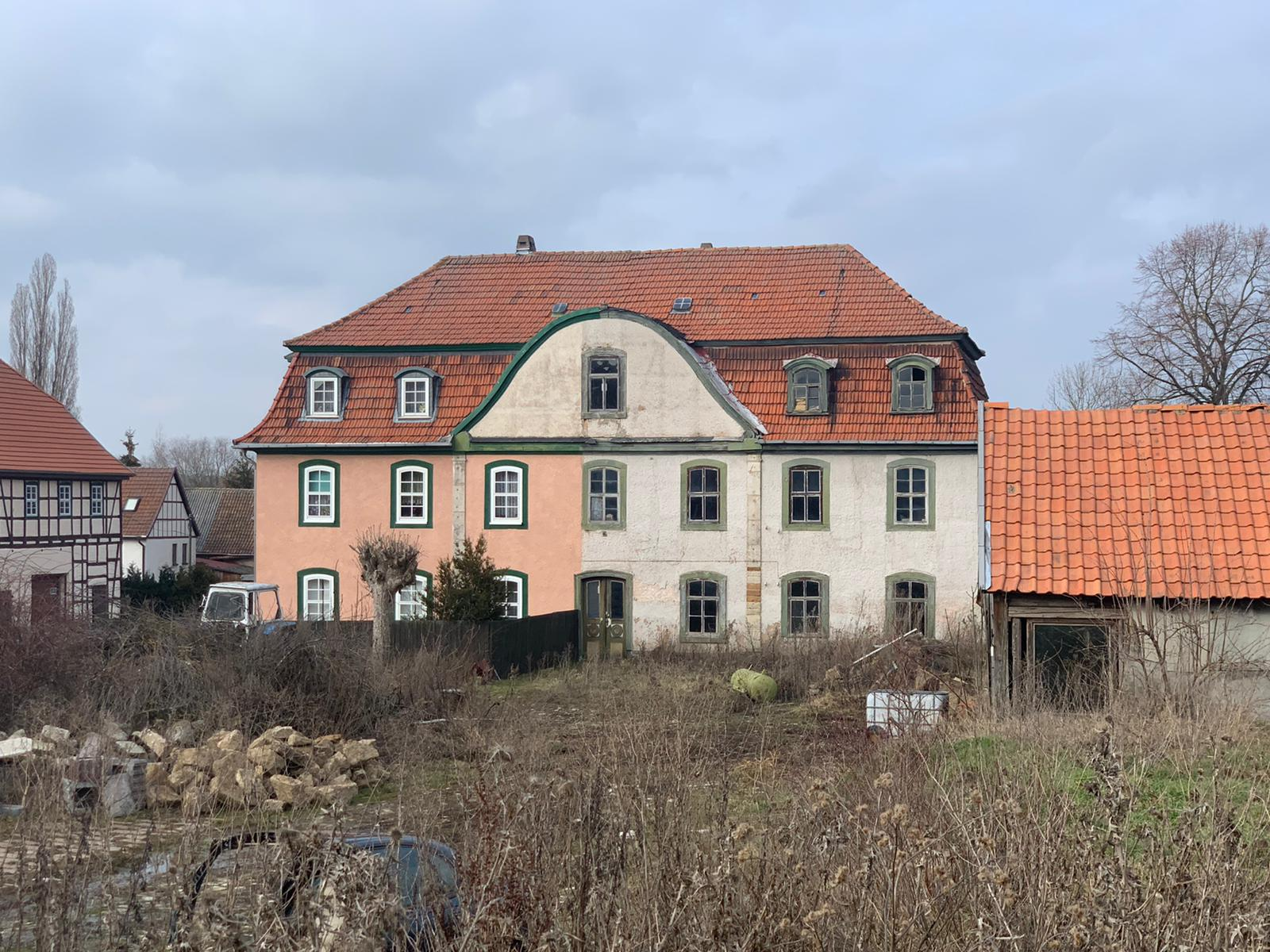
Gutshaus Gundersleben

- Eine im Kern spätmittelalterliche Chorturmkirche dient als evangelische Filialkirche. Das Kirchenschiff ist im Wesentlichen von 1713. Eine Renovierung erfolgte 1878 und 1994. Der Saal enthält eine Holztonne und zweigeschossige, dreiseitige Emporen sowie einen rundbogigen Triumphbogen vor dem eingezogenen Chor mit Kreuzrippengewölbe auf niedrigen Vorlagen. Die schlichte Kanzel auf mittelalterlicher Säulenbasis ist aus dem 18. Jahrhundert.[4]
- barockes Gutshaus mit Zwerchhaus mit Schweifgiebel in Formanalogie zur Fledermausgaube.

## Verkehr
Der Haltepunkt Gundersleben lag an der Bahnstrecke Hohenebra–Ebeleben. Hier verkehren nur noch Güterzüge.